# Artavazde III
Pour les articles homonymes, voir Artavazde.
Artavazde III (en arménien Արտավազդ Գ) est un roi (ou un antiroi) d'Arménie de la dynastie artaxiade. Il serait un fils d'Artavazde II et un frère de Tigrane III.

## Biographie
À la mort de Tigrane III en 6 av. J.-C. (ou 12 av. J.-C.), son fils, Tigrane IV, lui succède avec sa sœur-épouse, Érato, sans l'assentiment d'Auguste, ce que Rome considère comme un acte de rébellion ; les deux souverains sont même selon certains ouvertement pro-parthes. Auguste tire alors profit de la division de la cour arménienne entre pro-parthes et pro-romains pour imposer le candidat de ces derniers, Artavazde III, qui serait un fils d'Artavazde II et un frère de Tigrane III.
Face à la rébellion alimentée par le roi parthe Phraatès IV, Artavazde semble ne pas avoir réussi à se maintenir très longtemps sur le trône, « non sans grand dommage pour les Romains ». Selon Cyrille Toumanoff, il maintient toutefois ses prétentions jusqu'en 1 ap. J.-C..